# セルゲイ・レベジェフ
セルゲイ・ニコラエヴィチ・レベジェフ（ロシア語: Серге́й Никола́евич Ле́бедев、ラテン文字転写の例：Sergei Nikolaevich Lebedev、1948年4月9日 - ）は、ソビエト連邦及びロシア連邦の諜報員、軍人、官僚。KGB出身のシロヴィキである。上級大将、ロシア対外情報庁（SVR）長官を経て独立国家共同体（CIS）執行書記を務める。

## 略歴
1948年4月9日にウズベク・ソビエト社会主義共和国のタシュケントに誕生する。キエフ工業大学チェルニゴフ分校を卒業後の1970年にキエフ工業大学チェルニゴフ分校で働き、チェルニゴフ市コムソモール委員会書記に選出される。1971年から1972年まではソ連地上軍に召集される。1973年にKGBに入局し、1975年からはソ連国家保安委員会第1総局に従事した。防諜訓練（KGBキエフ学校）と諜報教育（KGB赤旗大学）を受けている。1978年にソ連外務省外交アカデミーを優秀な成績で卒業し、1998年から2000年まで駐米対外情報庁公式代表を務める。勲章を有する。
2000年5月20日にロシア対外情報庁長官に任命される。報道によると、ウラジーミル・プーチンとは東ドイツに赴任していた際に面識があり、プーチンは「レベジェフは諜報を熟知している」として長官に指名したという。2007年10月6日にSVR長官を退任し、独立国家共同体（CIS）執行書記に任命された。